# آفریکن رینبو مینرالز
آفریکن رینبو مینرالز (انگلیسی: African Rainbow Minerals) شرکت معدن در آفریقای جنوبی است، که در سال ۱۹۹۷ تأسیس شد.